# Odry (Czechy)

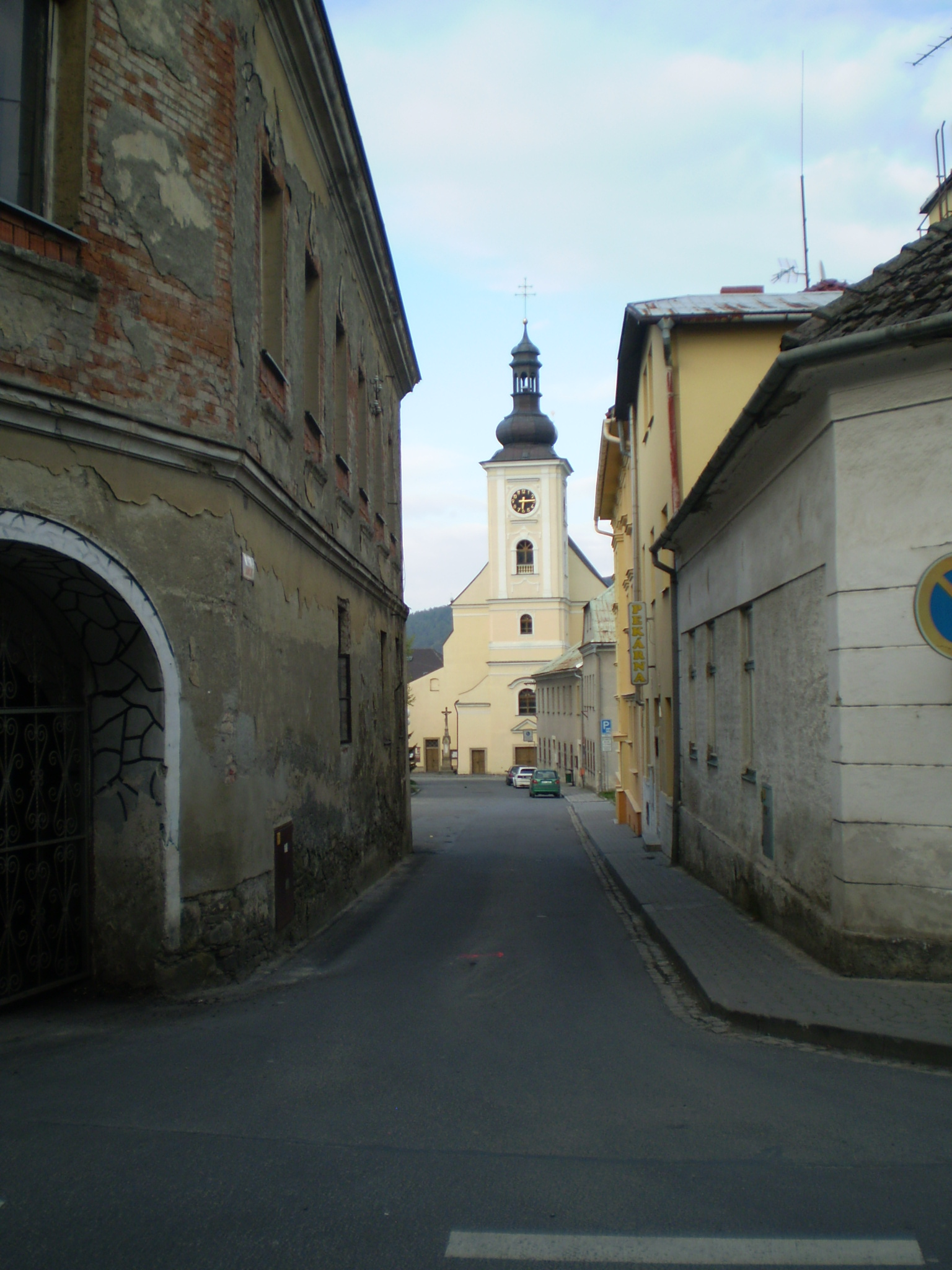
Kościół św. Bartłomieja w Odrach

Odry (niem. Odrau) − miasto w Czechach, w kraju morawsko-śląskim. Według danych z 31 grudnia 2003 powierzchnia miasta wynosiła 7 408 ha, a liczba jego mieszkańców 7 395 osób.
Miasto położone jest nad rzeką Odrą, od której wzięło swoją nazwę, w Górach Odrzańskich (Niski Jesionik), na Śląsku Opawskim (oprócz jednej morawskiej dzielnicy).

## Demografia
| Rok             | 1970  | 1980  | 1991  | 2001  | 2003  |
| --------------- | ----- | ----- | ----- | ----- | ----- |
| Liczba ludności | 6 769 | 7 311 | 7 401 | 7 444 | 7 395 |

Źródło: Czeski Urząd Statystyczny